# Pedro Etienne Llano
Pedro René Etienne Llano (Ciudad Victoria, Tamaulipas, 26 de septiembre de 1950) es un político mexicano, que ha sido miembro del Partido de la Revolución Democrática y del antiguo Partido Socialista de los Trabajadores. Ha sido en tres ocasiones diputado federal.

## Biografía
Pedro Etienne realizó sus estudios básicos en Ciudad Victoria, en el Instituto La Salle y en la preparatoria en el Instituto Tecnológico y de Estudios Superiores de Monterrey. Es licenciado en Economía egresado de la Universidad Nacional Autónoma de México y en Derecho por la Universidad Iberoamericana.
Pedro Etienne fue miembro desde 1973 del entonces Partido Socialista de los Trabajadores, llegando a ser uno de sus principales dirigentes, junto a personajes como Rafael Aguilar Talamantes, Jesús Ortega Martínez y Graco Ramírez. Ocupó en la estructura del partido cargos como miembro de la comisión organizadora nacional, del Comité Central, comisario político para la zona norte y secretario de Educación Política.
Fue elegido en dos ocasiones diputado federal plurinominal postulado por este partido, a la LI Legislatura de 1979 a 1982 y a la LIV Legislatura de 1988 a 1991; este último periodo cuando el partido había modificado su nombre a Partido del Frente Cardenista de Reconstrucción Nacional e integrado el Frente Democrático Nacional que en 1988 postulo a la presidencia a Cuauhtémoc Cárdenas Solórzano.
En consecuencia, a partir de 1989 fue miembro del Partido de la Revolución Democrática, que en 1994 lo llevó a ser electo diputado federal plurinominal por tercera ocasión, en esta ocasión a la LVI Legislatura de 1994 a 1997, durante la cual fue coordinador de la bancada de diputados del PRD.
Además ha ocupado los cargos de dirigente del PRD en Tamaulipas, delegado en el estado y candidato a diputado federal en 2006. Es hijo de Pedro Etienne Lafont, empresario del ramo automotriz en Tamaulipas.